# Лысый ибис
Лы́сый и́бис (лат. Geronticus calvus) — редкая птица из семейства ибисовых, распространённая в южной Африке.

## Описание
Лысый ибис достигает длины 80 см, имеет массу примерно 1,3 кг и похож на лесного ибиса светлым лицом, однако у него отсутствует хохол.

## Распространение
Лысый ибис распространён только в горных регионах Южной Африки, в Лесото, ЮАР и Эсватини, прежде всего, он населяет Драконовы горы. Птицы предпочитают высоко расположенные луга с низкой травой на высоте от 1 200 до 1 850 м над уровнем моря.

## Питание
Лысый ибис питается гусеницами, жуками, саранчой и другими насекомыми, реже улитками и червями, а также мелкими погибшими млекопитающими, ящерицами и птицами.

## Поведение
Как и большинство ибисов, лысый ибис гнездится в колониях. В июне они возвращаются к своим колониям, которые часто насчитывают от 2 до 5 птиц, частично, однако несколько дюжин гнёзд. Самки откладывают в период с начала августа и до конца сентября 2 или 3 яйца. В два месяца молодые лысые ибисы встают на крыло.
Сегодня популяция лысого ибиса насчитывает примерно от 7000 до 10 000 особей.

## Галерея

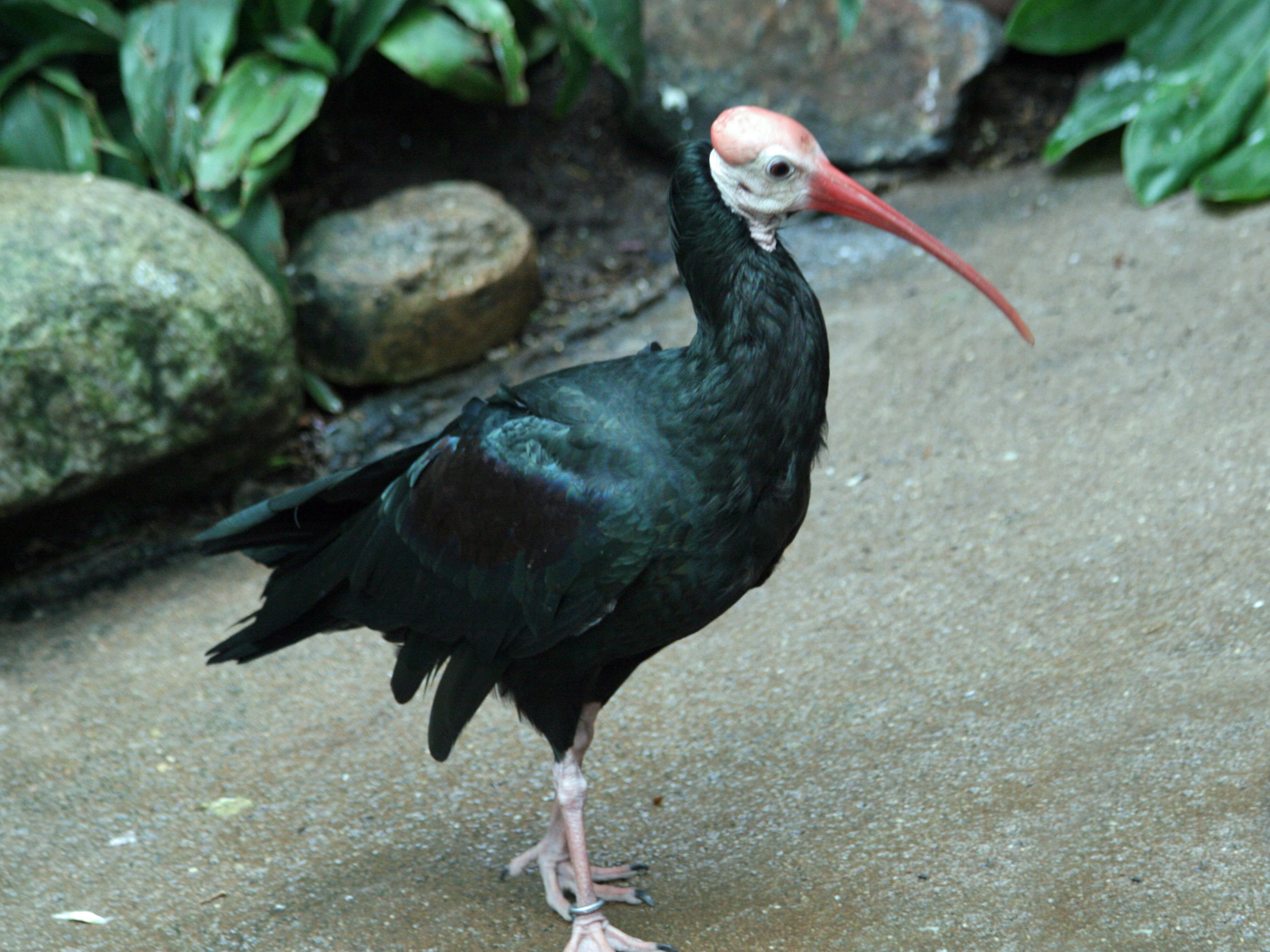
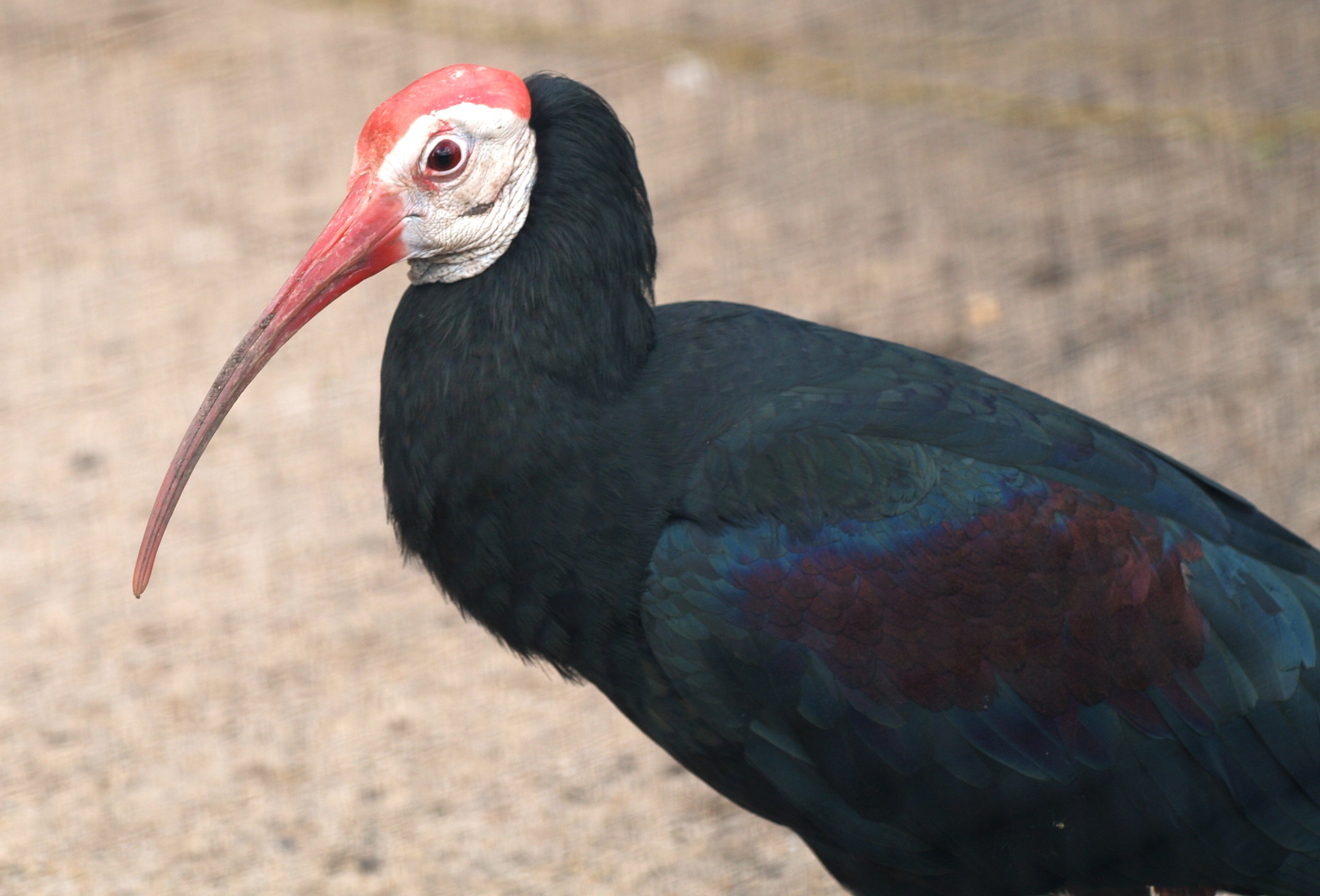
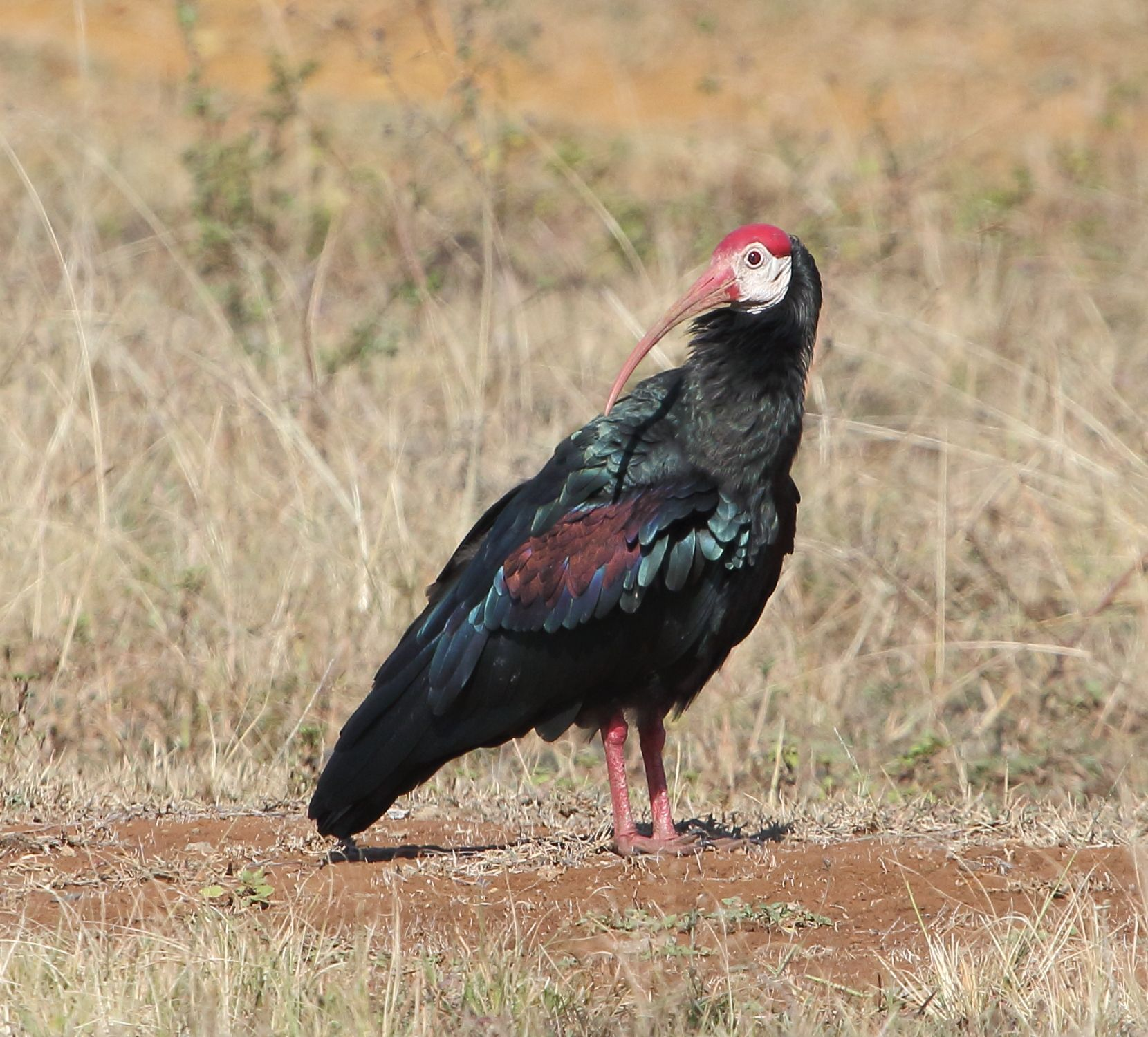
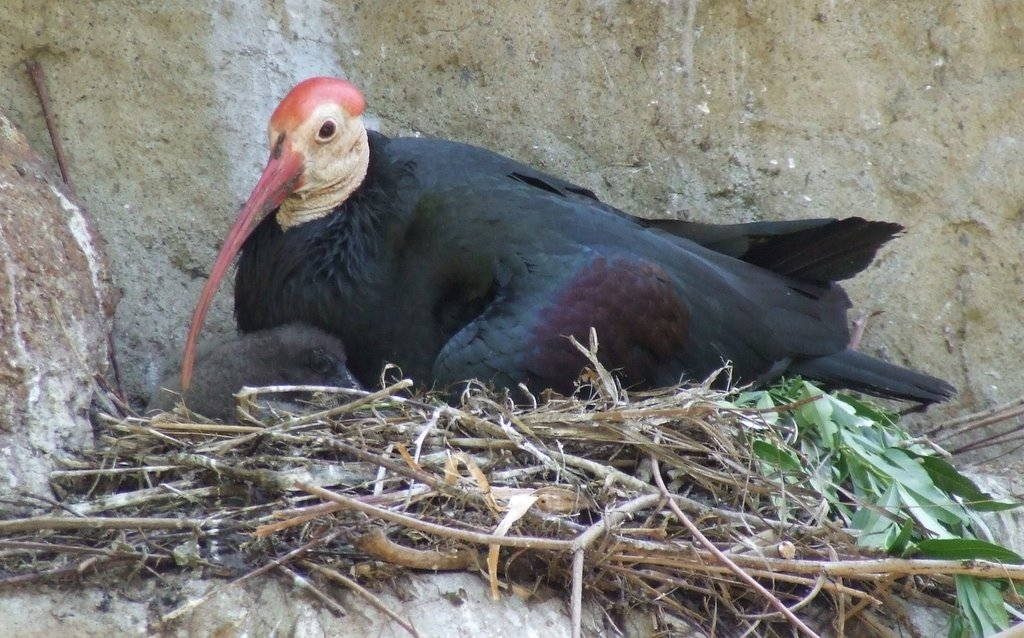